# 来嶌則和
来嶌 則和（くるしま のりかず、1894年（明治27年）4月18日 - 1954年（昭和29年）5月29日）は、大日本帝国陸軍軍人。最終階級は陸軍少将。功四級。旧姓は藤岡。

## 経歴
1894年（明治27年）に山口県で生まれた。陸軍士官学校第27期卒業。1939年（昭和14年）3月に第32師団捜索隊長（第12軍）に就任して、日中戦争に出動し、山東省西部の守備に任じた。1940年（昭和15年）3月9日に陸軍騎兵大佐に進級し、12月2日に陸軍騎兵学校教導隊長に転じた。1943年（昭和18年）8月に戦車第11連隊長（第5方面軍・第27軍）に就任し、千島列島防衛に任じた。
1944年（昭和19年）12月に千葉陸軍戦車学校長に就任し、1945年（昭和20年）3月1日に陸軍少将に進級した。終戦後は陸軍省附を経て、10月18日に山口連隊区司令官に就任した。